# 爆釣ハンターズ
『爆釣ハンターズ』（ばくつりハンターズ）は、バンダイより2019年12月7日に発売されたNintendo Switch用ゲームソフト。

## 概要
東映アニメーション・バンダイ・小学館の協業プロジェクト『爆釣バーハンター』の続編。前作同様に漫画やアニメによるクロスメディアで展開される。
普通の魚をはるかに超えた巨大な魚“ギガフィッシュ”。この魚のことを知り尽くした天才ブラックと、釣りは下手だが料理の腕前は超一流であるシェフの立津手ナギの二人がコンビを組み、ギガフィッシュ釣りに挑むというストーリーである。

## ゲーム
爆釣ギガロッド/ 爆釣ハンターズ
2019年12月7日発売Nintendo Switch用ソフト。商品内容は、ゲーム機に接続する『爆釣ギガロッド』が付属しており、ゲームは無料ダウンロードソフトとして配信。

## 登場人物
声は2019年11月15日に公開されたアニメPVにおける担当声優。
ブラック
声 - 岡本信彦
本作品の主人公。
ナギ
声 - 松田颯水
ブラックの相棒。前作の『爆釣バーハンター』の主人公の立津手トッタの孫である。

### その他
立津手トッタ（たちつて トッタ）
前作の『爆釣バーハンター』の主人公。本作では80歳の設定となっている。また、「バーロッド」から「ギガロッド」に進化している。

## 用語
ギガロッド
ギガフィッシュを探し出し釣り上げることが出来る釣り竿となる釣りガジェット。
ギガルアー
釣り上げたギガフィッシュが変化するルアー型アイテム。
ギガリール
ギガロッド用のリール。

## 書誌情報
- 原案：バンダイ・鈴木サバ缶 『爆釣ハンターズ』 小学館〈てんとう虫コミックス〉、全2巻
  1. 2020年5月28日発売、ISBN 978-4-09-143177-6
  2. 2020年12月25日発売、ISBN 978-4-09-143256-8